# بريت فرينش
بريت فرينش (بالإنجليزية: Brett French)‏ هو لاعب دوري الرغبي أسترالي، ولد في 27 مارس 1962.